# Go! Go! Hypergrind
Go! Go! Hypergrind est un jeu vidéo de skateboard sorti sur GameCube. Le jeu est développé par Team Poponchi de Atlus Japan et édité par Atlus USA. Le jeu est sorti en Amérique du Nord le 18 novembre 2003. Il n'est jamais sorti en Europe, ni au Japon bien que ce soit le pays dans lequel il a été développé. Le studio d'animation Spümcø, connu pour avoir réalisé Ren & Stimpy, a contribué à la direction artistique du jeu.

## Synopsis
Dans le jeu, Spümcø organise des auditions dans le "Toon World" pour un nouveau dessin animé de skateboard appelé Go! Go! Hypergrind . Dans le mode Histoire, le joueur choisit l'un des personnages dans l'espoir d'être le protagoniste de ce dessin animé. Le but de la compétition est donc d'impressionner Spümcø pour réussir l'audition.

## Système de jeu
Le jeu permet aux joueurs de sélectionner l'un des nombreux personnages de dessins animés et de faire du skateboard à travers une variété de niveaux en cell-shading. Le but du jeu est de guider son personnage dans une variété de gags et de pièges disposés dans chaque niveau. Ces gags ont pour but de blesser le personnage incarné par le joueur à la manière d'un dessin animé. Le joueur doit ainsi enchaîner les gags sans interruption pour créer des combos.
Il existe également un mode versus offrant cinq modes de jeux différents. Ces modes de jeux peuvent être joués à deux joueurs ou contre l'ordinateur.

## Accueil
Go! Go! Hypergrind a reçu des critiques "mitigées" selon le site Web d'agrégation de critiques Metacritic, détenant une note moyenne de 67. GameSpot a donné au jeu un 7,9 louant l'humour et la présentation, tandis qu'IGN a donné au jeu un 5,1 critiquant les mécaniques liées au skateboard pour leurs simplicités.